# Riley Tanner
Riley Madison Tanner Rintala (nacida el 15 de octubre de 1999) es una futbolista panameña nacida en los Estados Unidos que juega de delantera en el Spokane Zephyr FC de la USL Super League y en la selección nacional femenina de Panamá.

## Trayectoria

### Inicios
Aunque Tanner nació en Grand Rapids, Michigan, era elegible para jugar con Panamá ya que su madre nació en la Ciudad de Panamá. Tanner jugó fútbol universitario en la Universidad de Alabama, donde obtuvo un título en Salud Pública en 2022.

### South Carolina Gamecocks
Compitió en 17 partidos para los Gamecocks, siendo titular en uno. Hizo su debut en Carolina del Sur contra Fordham (8/17), registrando el gol de la victoria en su único tiro del partido y jugando 68 minutos, el máximo de la temporada. Fue titular por primera vez en su carrera contra NC State (8/26), jugando 51 minutos. Terminó con ocho tiros, tres a puerta. Jugó un total de 531 minutos en su campaña de primer año.
Tuvo una temporada destacada para los Gamecocks en 2019, saliendo de la banca durante casi todo el año. Fue titular y apareció en 23 partidos, principalmente desde la posición de delantero izquierdo. Se convirtió en la primera Gamecock en anotar en tres partidos consecutivos del Torneo de la NCAA. Quedó empatada en el tercer lugar con más goles del equipo con cinco y asistió en dos más para un total de 12 puntos, el quinto más alto del equipo. Tuvo el mejor porcentaje de tiros (0.313) del equipo (min. 10 tiros), el sexto mejor en una sola temporada en la historia de Carolina del Sur. A lo largo de dos temporadas tiene el segundo mejor porcentaje de tiros (0.291) en la historia del fútbol femenino de Carolina del Sur. Cinco de sus nueve tiros a puerta esta temporada resultaron en goles.
En la temporada 2020-21 jugó en 15 de los 16 partidos de los Gamecocks, siendo titular en uno. Quedó con el quinto mejor porcentaje de tiros en su carrera (2018-20) con 22.6 por ciento.

### Alabama Crimson Tide
En el 2021 lideró al equipo en goles para ganar juegos, anotando el tiro ganador contra Missouri, Mississippi State y Kentucky. Ocupa el sexto lugar de todos los tiempos en UA en goles para ganar juegos en una sola temporada. Está empatada en el tercer lugar en el equipo en goles (3), empatada de primera en asistencias (3) y empatada en cuarto lugar en puntos (9). Compitió en 18 partidos, 12 de titular.
En el 2022 fue nombrada al Segundo Equipo All-SEC, United Soccer Coaches All-Region, homenajeada al segundo equipo clasificado 34 a nivel nacional en asistencias con ocho esta temporada, que ocupa el cuarto lugar de todos los tiempos en la historia del programa para asistencias en una sola temporada. Anotó cinco goles y ocho asistencias para 18 puntos. Fue titular en 26 partidos durante la temporada.

### Washington Spirit
Después de graduarse de la universidad, Washington Spirit la eligió en la tercera ronda del Draft de la NWSL de 2023. Debutó con el club el 10 de mayo de 2023 en la victoria contra Orlando Pride en el Audi Field en la NWSL Challenge Cup 2023.

### Spokane Zephyr FC
El 26 de junio de 2024 fue anunciada como nueva jugadora del Spokane Zephyr FC.

## Selección nacional
El 26 de enero de 2023, Tanner fue convocada como parte del equipo de Panamá de 23 jugadoras para el Torneo de Repesca para la Copa Mundial Femenina de Fútbol de 2023. Debutó en el primer partido de play-off contra Papúa Nueva Guinea el 19 de febrero. Tanner anotó en el minuto 63 después de salir de la banca para ayudar a Panamá a ganar 2-0. Disputó con la selección la Copa Mundial Femenina de Fútbol de 2023.

### Goles internacionales
| Goles internacionales | Goles internacionales    | Goles internacionales                          | Goles internacionales | Goles internacionales | Goles internacionales | Goles internacionales                |
| Núm.                  | Fecha                    | Lugar                                          | Rival                 | Gol                   | Resultado             | Competición                          |
| --------------------- | ------------------------ | ---------------------------------------------- | --------------------- | --------------------- | --------------------- | ------------------------------------ |
| 1                     | 19 de febrero de 2023    | Estadio North Harbour, Auckland, Nueva Zelanda | Papúa Nueva Guinea    | 2-0                   | 2-0                   | Torneo Repesca del Mundial 2023      |
| 2                     | 20 de septiembre de 2023 | Estadio Pensativo, Antigua, Guatemala          | Guatemala             | 0-1                   | 0-3                   | Clas. para la Copa Oro Femenina 2024 |
| 3                     | 24 de septiembre de 2023 | Estadio Universidad Latina, Penonomé, Panamá   | Guatemala             | 2-1                   | 2-3                   | Clas. para la Copa Oro Femenina 2024 |

## Clubes
| Club                     | País           | Año           |
| ------------------------ | -------------- | ------------- |
| Michigan Hawks           | Estados Unidos | 2015-2021     |
| Midwest United FC        | Estados Unidos | 2017-2018     |
| South Carolina Gamecocks | Estados Unidos | 2018-2021     |
| Midwest United FC        | Estados Unidos | 2020-2022     |
| Alabama Crimson Tide     | Estados Unidos | 2021-2022     |
| Washington Spirit        | Estados Unidos | 2023-2024     |
| Spokane Zephyr FC        | Estados Unidos | 2024-presente |